# Schistocerca impleta
Schistocerca impleta är en insektsart som först beskrevs av Walker, F. 1870.  Schistocerca impleta ingår i släktet Schistocerca och familjen gräshoppor. Inga underarter finns listade i Catalogue of Life.